# Finiș, Bihor
Finiș este satul de reședință al comunei cu același nume din județul Bihor, Crișana, România. Este situat pe cursul Râului Finiș,sau Finișul Mare. Valea cursului de apă e un loc potrivit pentru camping,grătar și drumeții.